# Pizza Kebab Vol. 1
Pizza Kebab Vol. 1 è il quarto album in studio del rapper italiano Ghali, pubblicato il 1º dicembre 2023 dalla Sto Records, Warner Records e Atlantic Records.

## Descrizione
L'album presenta quattordici brani scritti dall'artista stesso insieme ad altri autori e produttori e vede la partecipazione di nove artisti ospiti, tra cui Side Baby, Tony Effe, Luchè, Geolier e il rapper algerino Soolking. Dal punto di vista musicale rappresenta un ritorno alle sonorità trap degli esordi, a differenza dei due precedenti album DNA e Sensazione ultra, che invece avevano elementi pop. Il titolo rappresenta inoltre un omaggio al singolo Pizza kebab del 2017.

## Promozione
Pizza Kebab Vol. 1 è stato annunciato il 27 novembre 2023, a tre giorni dalla sua effettiva pubblicazione. Tre giorni più tardi è stata rivelata la relativa lista tracce.

## Accoglienza
| Recensione | Giudizio |
| ---------- | -------- |
| Newsic.it  | 6,50/10  |
| Ondarock   | 4/10     |
| Rockol     | 5,5/10   |

Pizza Kebab Vol. 1 è stato accolto perlopiù in maniera negativa da parte della critica specializzata, non riscontrando nel progetto una crescita artistica del rapper.
Antonio Silvestri di Ondarock afferma che Ghali cerca di «ricostruirsi la credibilità» attraverso il progetto che manca tuttavia «di freschezza e di novità», ritenendo che «la sua carriera fatica a prendere una direzione» poiché «persa tra un mainstream saturo e una maturità artistica che fatica ad arrivare»; analizzando le tracce, Silvestri riscontra «cliché» nelle tematiche affrontate, trovando «versi ricordabili» e «sagaci giochi di parole», degli esordi, unicamente in CoCo e Senza pietà, anche se «quando tenta il danzereccio risulta generico» e «in chiusura, Peccati precipita verso il patetismo di Mr. Rain».
Claudio Cabona di Rockol scrive che l'artista guarda al suo passato discografico tornando «dentro il magma del rap e della trap» ma che tematicamente «vorrebbe avere tanti sapori, [...] ma finisce per essere difficile da digerire nella sua interezza», poiché artisticamente «non c’è alcun reale passo avanti». Damic Ivic di Rolling Stone Italia ha invece notato come il rapper appaia «profondamente confuso» nell'album, denotandovi «un deficit preoccupante di personalità»; i brani inoltre «scorrono senza lasciare troppa traccia di sé», risultando nel complesso «un lavoro incerto, non del tutto ispirato, un lavoro che liricalmente vaga di qua e di là all’affannosa ricerca di un centro di gravità permanente».

## Tracce
Testi di Ghali Amdouni, eccetto dove indicato.
1. Sto – 1:38 (testo: Ghali Amdouni, Francesco Turolla, Lorenzo Bassotti – musica: SadTurs, KIID, LC, T9C)
2. Paura e delirio a Milano (ft. Tony Effe, Pyrex & Side Baby) – 3:06 (testo: Ghali Amdouni, Nicolò Rapisarda, Dylan Thomas Cerulli, Arturo Bruni – musica: SadTurs, KIID, gyard, LoveUrel)
3. Machiavelli (ft. Simba La Rue) – 2:16 (testo: Ghali Amdouni, Francesco Turolla, Lorenzo Bassotti, Mohamed Lamine Saida – musica: Amiri, SadTurs, KIID, Lulescu)
4. Sotto controllo (ft. Luchè) – 2:03 (testo: Ghali Amdouni, Luca Imprudente, Lorenzo Bassotti, Kyle Stemberger – musica: Kyle Stemberger, KIID)
5. Coco – 2:43 (testo: Ghali Amdouni, Adnan Mahyou, Amritvir Singh – musica: Draganov, FinesseGTB)
6. Tanti soldi (ft. Geolier) – 3:34 (testo: Ghali Amdouni, Emanuele Palumbo, Bruno Canfora, Nick Weiss, Lorenzo Bassotti, Vaporstef – musica: Vaporstef, KIID, Nightfeelings, Maloh)
7. Zuppa di succo di mucca – 2:19 (testo: Ghali Amdouni, Eugenio Maimone, Federico Mercuri, Giordano Cremona, Leonardo Grillotti, Drew Ice – musica: Nightfeelings, Drew Ice, Draganov)
8. Dimmi la verità – 2:20 (testo: Ghali Amdouni, Nick Weiss, Lorenzo Bassotti, Adnan Mahyou – musica: Draganov, Nightfeelings, KIID)
9. Safi safi (ft. Draganov) – 2:46 (testo: Ghali Amdouni, Adnan Mahyou – musica: Draganov)
10. RR 2:30 am (Skit) – 0:32
11. Celine (ft. Digital Astro) – 3:03 (testo: Ghali Amdouni, Rida Ahmaouch, Lorenzo Bassotti – musica: KIID)
12. Senza pietà – 2:14 (testo: Ghali Amdouni, Nick Weiss, Lorenzo Bassotti – musica: Nightfeelings, KIID, Caila Thompson-Hannant)
13. Buonasera (ft. Soolking) – 2:53 (testo: Ghali Amdouni, Abderraouf Derradji, Adnan Mahyou, Nassim Diane – musica: Draganov, Voluptyk)
14. Peccati – 2:17 (testo: Ghali Amdouni, Lorenzo Bassotti – musica: KIID, Dylan Hyde, RyFvr)

## Formazione
- Ghali – voce
- KIID – produzione
- Sadturs – produzione
- Nightfeelings – produzione, missaggio, mastering
- Draganov – produzione
- Noilden – missaggio, mastering

## Classifiche
| Classifica (2023) | Posizione massima |
| ----------------- | ----------------- |
| Italia            | 5                 |
| Svizzera          | 66                |